# Horodca
Horodca è un comune della Moldavia situato nel distretto di Ialoveni di 1.113 abitanti al censimento del 2004